# Завод азотних добрив у Рамагундам
Завод азотних добрив у Рамагундам – підприємство хімічної промисловості в індійському штаті Телангана.
Підприємство, яке почало роботу в 1980-му, мало вуглехімічну технологію. Шляхом газифікації вугілля тут отримували аміак, який далі використовували для продукування добрива – сечовини. Проектна потужність заводу по останній мала становити 1500 тон на добу, проте через недосконалість технології фактичне виробництво не перевищувало 1000 тон. Це та регулярні відключення електроенергії  призвели до нерентабельності виробництва та закриття заводу в 1999 році.
В середині 2010-х на тлі зростання потреби у добривах уряд Індії вирішив реанімувати кілька закритих виробничих майданчиків із використанням сучасних технологій. Для нового проекту в Рамагундам створили компанію Ramagundan Fertilizers and Chemicals Limited (HURL), учасниками якої стали виробник добрив National Fertilizers Limited (26%), Engineers India Limited (26%), газотранспортна GAIL (14,3%), HTAS Consortium (11,7%), Fertilizer Corporation of India (11%, колишній володар першого заводу в Рамагундамі) та уряду штату Телангана (11%).
У 2021-му відбувся запуск нового заводу, який споживає природний газ (надходить по трубопроводу Кунчанапаллі – Рамагундам) та може щодоби випускати 2200 тон аміаку та 3850 тон сечовини (номінальна річна потужність по сечовині 1,27 млн тон).